# Szkolary
Szkolary (ukr. Школярі) – wieś na Ukrainie w rejonie lwowskim (wcześniej w rejonie żółkiewskim) obwodu lwowskiego.

## Historia
Pod koniec XIX w. przysiółek wsi Zameczek w powiecie żółkiewskim.